# Shawn Hernández
Shawn Hernández (11 de febrero de 1973) es un luchador profesional estadounidense de origen mexicano y puertorriqueño, más conocido por sus nombres artísticos Hotstuff Hernández y Hernández. Hernández trabaja en la empresa Total Nonstop Action Wrestling (TNA), donde ganó en dos ocasiones el Campeonato Mundial en Parejas de la NWA con Homicide y en cinco ocasiones el Campeonato Mundial en Parejas de TNA, siendo junto a Bobby Roode el luchador que más reinados individuales tiene. También trabajó en México en la Asistencia Asesoría y Administración (AAA), Ring of Honor (ROH) y en Japón.

## Carrera

### Total Nonstop Action Wrestling
Hernández hizo su regreso de México continuando su feudo con Matt Morgan, a quien atacó en Imapct!. Ambos se enfrentaron en Victory Road en un First Blood match, la cual ganó Hernández al tirarle colorante a Morgan. Durante este tiempo, se unió a Sarita, Rosita y Anarquía, formando el stable mexicano Mexican America, el cual promulgaba la superioridad de los mexicanos sobre los estadounidenses. En Lockdown volvieron a enfrentarse, ganando Morgan y terminando el feudo. El 5 de mayo en Impact! celebraron la fiesta de 5 de mayo, donde atacaron al comentarista boricua Willie Urbina hasta que Ink Inc. (Jesse Neal & Shannon Moore) les salvaron. En Sacrifice ambas parejas se enfrentaron, ganando Mexican America. Tras esto, se quejaron por no obtener oportunidades titulares, por lo que el 14 de julio se enfrentaron en Impact Wrestling a The British Invasion (Douglas Williams & Magnus) por una oportunidad por el Campeonato Mundial en Parejas de la TNA de Beer Money, Inc., ganando después de una interferencia de Rosita. El 21 de julio, Sarita & Rosita perdieron los títulos ante Tara & Ms. Tessmacher. En Hardcore Justice, intentaron ganar el Campeonato Mundial en Parejas, pero fueron derrotados. Sin embargo, dos semanas después, el 18 de agosto, Hernández & Anarquía obtuvieron otra oportunidad contra Beer Money, ganando los campeonatos. En Turning Point, Hernández, Anarquía y Sarita retuvieron los campeonatos frente a Ink Inc. Sin embargo, los perdieron la semana siguiente en Impact Wrestling ante Matt Morgan & Crimson. Una semana después intentaron recuperarlos, sin éxito.

### Asistencia Asesoría y Administración (2006, 2010)
Hernández hizo su debut en la empresa mexicana Asistencia Asesoría y Administración (AAA) el 12 de agosto de 2006 en el evento Guerra de Titanes, luchando como miembro del stable rudo La Legión Extranjera en una lucha junto a Elix Skipper & Headhunter A contra El Alebrije, La Parka & Octagón, ganando los segundos por descalificiación. A principios de 2010, la Total Nonstop Action Wrestling (TNA) volvió a hacer tratos con la AAA, por lo que enviaron a Hernández a la compañía mexicana para ganar exposición ante el público mexicano. Hernández hizo su regreso el 12 de marzo de 2010 en el torneo Rey de Reyes como un participante sorpresa. Derrotó en la semifinal a El Elegido, Crazy Boy y Kenzo Suzuki. Esa misma noche, Hernández cambió a rudo y se volvió un miembro de nuevo de La Legión Extranjera al atacar a Cibernético tras su lucha contra el líder de La Legión, Konnan. En la final de Rey de Reyes, fue el primer hombre eliminado en la lucha contra Marco Corleone y Cheeseman, siendo eliminado por el primero. Sin embargo, interfirió en la lucha, costándole a Corleone la lucha. Hernández empezó entonces un gimmick anti mexicano, negándose a hablar en español, por lo que empezó a llegar consigo as un intérprete. En TripleMania XVIII, La Legión Extranjera (Hernández, Alex Koslov & Chessman) lucharon como representantes del árbitro Hijo del Tirantes contra los representantes del árbitro Pierro (Heavy Metal, Octagón & Pimpinela Escarlata con las cabelleras de los árbitros en juego. En verano de 2010, La legión unió fuerzas con el stable rudo Los Perros del Mal, La Milicia y Los Maniacos, siendo conocidos como La Sociedad, bajo el liderazgo de Dorian Roldán, empezando Hernández a hacer equipo con El Zorro. El 26 de agosto de 2010, Hernández, junto a Alex Koslov y Decnnis interrumpieron un concierto de Smashing Pumpkins para la MTV World Stage. Hernández intentó aplicarle su finisher, el "Border Toss" al cantante del grupo, Billy Corgan, hasta que fue salvado por La Parka, El Mesías y Extreme Tiger. En Héroes Inmortales IV, Hernández participó en un Steel Cage match representando a La Sociedad junto a El Zorro, Electroshock & L.A. Park, pero fueron derrotados por los representantes de la AAA Dark Cuervo, Dark Ozz, Heavy Metal & La Parka. En noviembre se dislvió su pareja con El Zorro, así que formó otra junto a El Ilegal. En Guerra de Titanes, Hernández & El Ilegal se enfrentaron a Los Maniacos (Silver King & Último Gladiador) y La Hermandad 187 (Nicho el Millonario & Joe Líder) en un ladder match por el Campeonato Mundial en Parejas de la AAA, pero no los consiguieron. El 21 de diciembre, el contrato de Hernández con la AAA terminó, yéndose de la empresa.

### Regreso a TNA

#### 2012-2013
Durante meses Hernández tuvo pocas apariciones junto a Anarquía sin tener éxito, el dúo se separó después de que Anarquía fue despedido de la TNA y cambió a Face. En Slammiversary X derrotó a Kid Kash, más tarde ayudó a Chavo Guerrero Jr, en su debut cuando fue atacado por Kid Kash y Gunner. En Hardcore Justice hizo equipo con Chavo Guerrero derrotando a Kid Kash y Gunner. El 6 de septiembre, se enfrentaron sin éxito a los Campeones Mundiales en Parejas Christopher Daniels & Kazarian. La semana siguiente, Guerrero derrotó a Daniels, ganando otra oportunidad por el título. Finalmente, en Bound for Glory, derrotaron a Daniels & Kazarian y A.J. Styles & Kurt Angle, ganando los campeonatos. Chavo y Hernández continuaron su rivalidad con Daniels y Kazarian a quienes derrotaron en Turning Point reteniendo el campeonato. Pronto comenzaron un nuevo feudo con Matt Morgan y Joey Ryan a los que derrotaron por descalificación en Final Resolution.
En Genesis retuvieron el título de nuevo ante Morgan & Ryan. El 25 de enero, en las grabaciones para el 7 de febrero de Impact Wrestling en Mánchester, Reino Unido, perdieron los títulos ante Austin Aries & Bobby Roode. En Lockdown obtuvieron una lucha por el título en parejas contra Bad Influence y los campeones Aries y Roode quienes retuvieron el título. El 21 de marzo en Impact Wrestling obtuvieron una nueva lucha por el título en parejas pero fueron derrotados por Aries y Roode.  Sin embargo, ganaron el título el 11 de abril de 2013 en Impact Wrestling.

### Lucha Underground (2014-2015; 2018)
Hernández debutó en Lucha Underground en un dark match contra Ricky Mandel el 15 de octubre de 2014 derrotándolo. Hernández regresó en otros partidos oscuros. El 17 de enero de 2015, Hernández se asoció con Jeff Cobb para derrotar a The Crew (Cortez Castro, Mr. Cisco y Bael) en un Dark Handicap Tag 3 contra 2. Luego se asoció nuevamente con Jeff Cobb y Argenis derrotando a Mariachi Loco & Ricky Mandel & Son of Havoc en una etiqueta oscura para 6 personas. El último combate oscuro de Hernández fue un combate de 5 vías que derrotó a Jeff Cobb, Marty Martínez, Killshot y The Mack. Sin embargo, la primera aparición televisada de Hernández fue en el episodio 20 que se emitió el 25 de marzo de 2015. Estaba alineado con Konnan y el campeón de la lucha clandestina Prince Puma . Sin embargo, en su primer partido televisado, Cage, King Cuerno y Texano Jr. derrotaron a Hernández, Johnny Mundo y Prince Puma en una etiqueta de 6 personas. El 29 de abril de 2015, Hernández derrotó a King Cuerno y Cage en un Three-Way para ganar una oportunidad por el título de Puma. El 6 de mayo de 2015, Hernández se volvió contra Puma cuando se fue solo en un partido contra Cage y King Cuerno. El 13 de mayo de 2015, Hernández retuvo su combate por el título contra Alberto el Patrón. El 27 de mayo de 2015 desafió sin éxito a Prince Puma por el Campeonato. El 10 de junio de 2015, Drago derrotó a Cage, Hernández, King Cuerno en un combate a cuatro bandas y se convirtió en el contendiente número uno al Lucha Underground Championship. Poco después, Hernández se enfrentó a Drago y perdió por descalificación, antes de que se anunciara una revancha entre los rivales para el próximo evento de Última Lucha. Una semana después, ambos se enfrentaron en un combate por equipos de Atómicos. Hernández, Jack Evans, Johnny Mundo y Super Fly derrotaron a Aero Star, Alberto el Patrón, Drago y Estrella Sexy. En la primera noche de Última Lucha, Drago derrotó a Hernandez en un Believer's Backlash Match.
Hernández hizo su regreso a Aztec Warfare IV en el primer episodio de la Temporada 4 compitiendo en Aztec Warfare entrando en el número 10, pero pronto fue eliminado por Pentagon Dark.

### Circuito independiente (2014-2020)
El 19 de junio de 2014, Hernández hizo su debut en Chikara, participando en el torneo Rey de Tríos 2014 junto a Chavo Guerrero y Homicide. Fueron derrotados en su partido de primera ronda por el Golden Trio (Dasher Hatfield, Icarus y Mark Angelosetti). En octubre de 2014, Hernández apareció en el World Wrestling Council, atacando a Ray González bajo las órdenes de Ricardo Rodríguez.
Hernández tenía previsto regresar a Texas All-Star Wrestling el 25 de junio de 2016 en Cypress, Texas. Antes del programa, estuvo involucrado en altercados tanto con "Killer" Brent McKenzie como con Byron "Big Daddy Yum Yum" Wilcott. Hernández salió del edificio y no compitió. 

### Segundo regreso a TNA (2015)
Hernández regresó a TNA el 24 de junio de 2015, atacando a The Rising y uniéndose a The Beat Down Clan. Sin embargo, en julio, luego de una disputa legal entre TNA y Lucha Underground con respecto al contrato de Hernández, fue liberado de la compañía y el Beat Down Clan fue retirado de la televisión. Según los informes, Hernández había afirmado que era un agente libre antes de ser firmado por TNA, a pesar de que nunca recibió su liberación de Lucha Underground. 

### Tercer regreso a Impact Wrestling (2018)
Hernández hizo su regreso a TNA, ahora conocido como Impact Wrestling, en el episodio del 5 de julio de 2018 de Impact, alineándose con King y su excompañero de equipo Homicide, atacando a los miembros de The Latin American Xchange Konnan, Ortiz y Santana. Más tarde se les conoció como The OGz. En Slammiversary XVI, se enfrentaron a LAX por el Impact World Tag Team Championship en una Street Fight, pero perdieron. En sus siguientes dos apariciones derrotaron a los trabajadores, mientras mantenían viva su enemistad con LAX. Luego desafiaron a LAX nuevamente, esta vez en un Concreate Jungle Death en Bound for Glory en un partido que perdieron nuevamente. Después de varios meses, Hernández pasó a la sección de alumnos.

### Cuarto regreso a Impact Wrestling (2020-2022)
El 28 de abril de 2020, Hernández volvió a firmar con la compañía después de aparecer en Rebellion, donde fue derrotado en un combate a tres bandas que involucró a Moose y Michael Elgin.

## En lucha
- Movimientos finales
  - Border Toss[3][2] (TNA) / Mega Bomb[2] (Circuito independiente) (Standing throwing crucifix powerbomb)
  - Inverted sitout front slam[2][27]
  - Sitout scoop powerbomb[28]
  - Diving splash[29]

- Movimientos de firma
  - Big Man Dive[2] (Over the top rope suicide dive)
  - Biel throw con una camiseta o una bandera enrollada en el cuello del oponente[30]
  - Cobra clutch
  - Overhead gutwrench backbreaker drop[28]
  - Varios tipos de powerbomb:
    - Standing
    - Standing one shoulder
    - Sitout
    - Spinning[2]

  - Varios tipos de suplex:
    - Crackerjack (Overhead choke)[2][30]
    - Delayed vertical[28]
    - Northern lights, a veces desde una posición elevada

  - Running corner bodypress
  - Running shoulder block
  - Samoan driver
  - Slingshot shoulder block[30]
  - Standing thrust spinebuster[28]

- Managers
  - Konnan[2]
  - JBL[2]
  - Salinas[2]
  - Hector Guerrero[2]
  - Jesse James Leija[31]

- Apodos
  - The Texas Sandstorm[1]
  - The Tex-Mex T-Rex[1]
  - The Mexican Superman
  - SuperMex[1]

## Campeonatos y logros
- Extreme Texas Wrestling
  - ETW Texas Title (1 vez)[2]

- Full Effect Wrestling

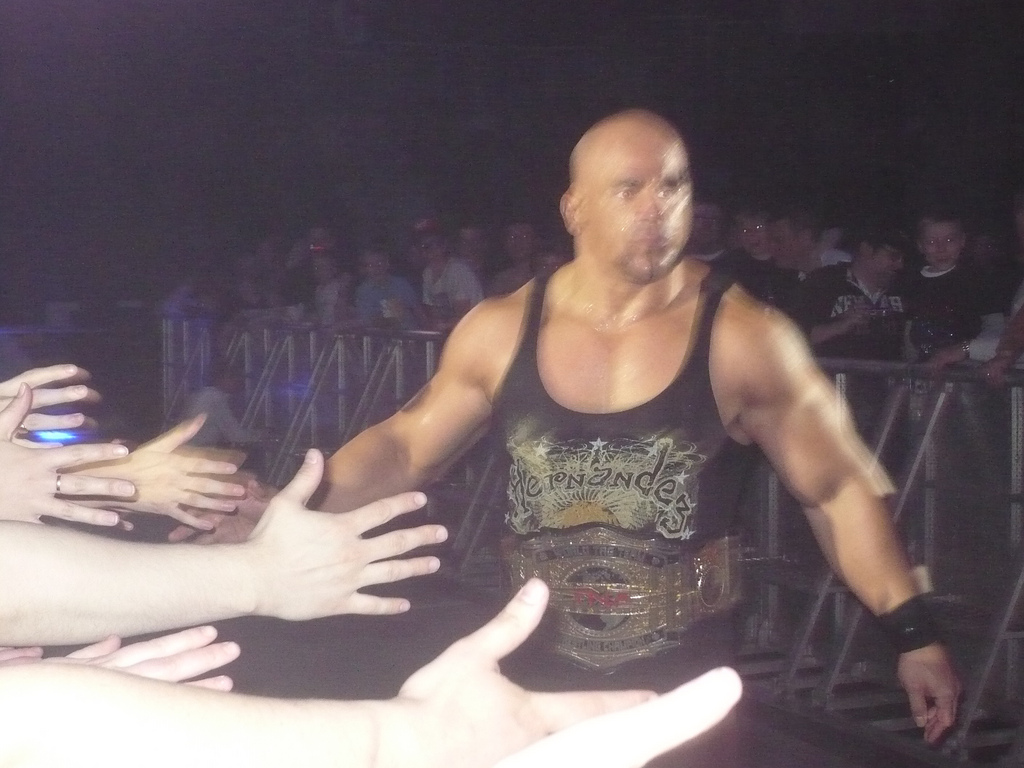
Hernández durante su segundo reinado como Campeón Mundial en Parejas de la TNA.

  - FEW Heavyweight Championship (1 vez)[32]

- International Wrestling Association
  - IWA World Tag Team Championship (1 vez) – con Homicide

- Jersey All Pro Wrestling
  - JAPW Tag Team Championship (1 vez) – con Homicide[33]

- NWA Florida
  - NWA National Heavyweight Championship (1 vez)[2]

- NWA Southwest
  - NWA Texas Heavyweight Championship (3 veces)[2]

- NWA Wildside
  - NWA North American Heavyweight Championship (1 vez)
  - NWA Wildside Heavyweight Championship (1 vez)[2]

- River City Wrestling
  - RCW Heavyweight Championship (1 vez)[34]

- Texas All Star Wrestling
  - TASW Heavyweight Championship (1 vez)[2]
  - TASW Tag Team Championship (1 vez) – con Ministuff[32]
  - TASW Hardcore Championship (1 vez)[2]

- Texas Wrestling Entertainment
  - TWE Heavyweight Championship (1 vez)[32]

- Total Nonstop Action Wrestling
  - NWA World Tag Team Championship (2 veces) – con Homicide[35]
  - TNA World Tag Team Championship (5 veces) – con Homicide (1), Matt Morgan (1),[36] Anarquía (1) y Chavo Guerrero, Jr. (2)
  - Match of the Year award (2006) con Homicide vs. A.J. Styles & Christopher Daniels at No Surrender[37]

- XCW Wrestling
  - XCW Heavyweight Championship (1 vez)[32]
  - XCW TNT Championship (1 vez)[32]

- Pro Wrestling Illustrated
  - Situado en el N°295 en los PWI 500 de 2001[38]
  - Situado en el N°215 en los PWI 500 de 2002[39]
  - Situado en el N°205 en los PWI 500 de 2003[40]
  - Situado en el N°158 en los PWI 500 de 2004[41]
  - Situado en el N°198 en los PWI 500 de 2005[42]
  - Situado en el N°106 en los PWI 500 de 2007[43]
  - Situado en el N°72 en los PWI 500 de 2008[44]
  - Situado en el N°66 en los PWI 500 de 2009[45]
  - Situado en el Nº71 en los PWI 500 de 2010[46]
  - Situado en el Nº55 en los PWI 500 de 2011[47]